# Maria Giuseppina Benvenuti
Pour les articles homonymes, voir Benvenuti.
Maria Giuseppina Benvenuti dite « Moretta », née Zeinab Alif dans la province du Kordofan au Soudan vers 1845, morte le  24 avril 1926 à Serra de' Conti en Italie, est une religieuse catholique soudanaise, ancienne esclave, devenue abbesse, réputée pour sa sainteté. Elle est déclarée vénérable par le pape Benoit XVI en 2011.

## Biographie
Zeinab Alif est née dans la province du Kordofan, au Soudan, en 1845 ou 1846. 

### Esclavage
Elle est enlevée à huit ans, vers 1853, par des négriers, en même temps que deux de ses frères. Emmenée alternativement à pied et en bateau pour un parcours total de 3 000 km, elle est vendue comme esclave au marché d'Alexandrie, en Égypte.
Propriété successive de plusieurs maîtres soit violents soit plus humains, Zeinab Alif est finalement rachetée en 1856 par un prêtre, le Père Nicolò Olivieri, actuellement reconnu « serviteur de Dieu », fondateur d'une œuvre pour racheter les enfants esclaves, et qui lui rend la liberté. 

### Éducation chrétienne
Le P. Oliveriero et une dame nommée Nena l'emmènent en Italie avec sept autres filles. Elle est confiée le 2 avril 1856 à l'ordre des Clarisses urbanistes, dans leur monastère de Belvedere Ostrense, une petite ville près d'Ancône sur l'Adriatique, pour son éducation,. Au contact des religieuses, la jeune Zenaib commence à apprécier le christianisme et demande à être instruite de la foi chrétienne. 
Elle reçoit le 24 septembre 1856 les sacrements de l'initiation chrétienne (baptême, confirmation et eucharistie). Elle prend pour son baptême le nom de « Maria Giuseppina Benvenuti » : elle choisit Maria Giuseppina (Marie Joséphine) pour Marie et Joseph, le nom des parents de Jésus, pour elle qui ne se sait plus rien de ses parents ; et Benvenuti du nom de sa marraine. 
Maria Giuseppina Benvenuti grandit au monastère, au milieu des autres jeunes filles ; elle se montre particulièrement douée pour la musique, notamment comme organiste. Son caractère change sous l'influence de sa foi chrétienne et de l'éducation qu'elle reçoit. Elle devient plus « humble » et « aimable », tout en restant vive et enjouée.

### Vocation religieuse
Se sentant appelée à la vie religieuse, elle décide de rester au monastère et veut se consacrer à Dieu en entrant dans l'ordre des Clarisses, sur les pas de sainte Claire d'Assise. Sa démarche n'est pas facilitée par le contexte, la République italienne considérant la vie religieuse comme un gâchis. Elle doit patienter pendant treize ans et c'est en secret qu'elle reçoit en 1874 l'habit franciscain.
Elle entame ainsi sa période de noviciat, mais elle hésite entre la vie à l'intérieur de la clôture monastique et la vie missionnaire. Vivement intéressée par l'apostolat missionnaire de Daniele Comboni au Soudan, elle est tentée de retourner dans son pays natal pour annoncer la foi chrétienne et l'Évangile. Mais elle choisit finalement de rester dans son monastère, et de s'associer par la prière à l'apostolat missionnaire. Elle fait sa profession religieuse et prononce ses vœux en mars 1876,.

### Responsabilités religieuses

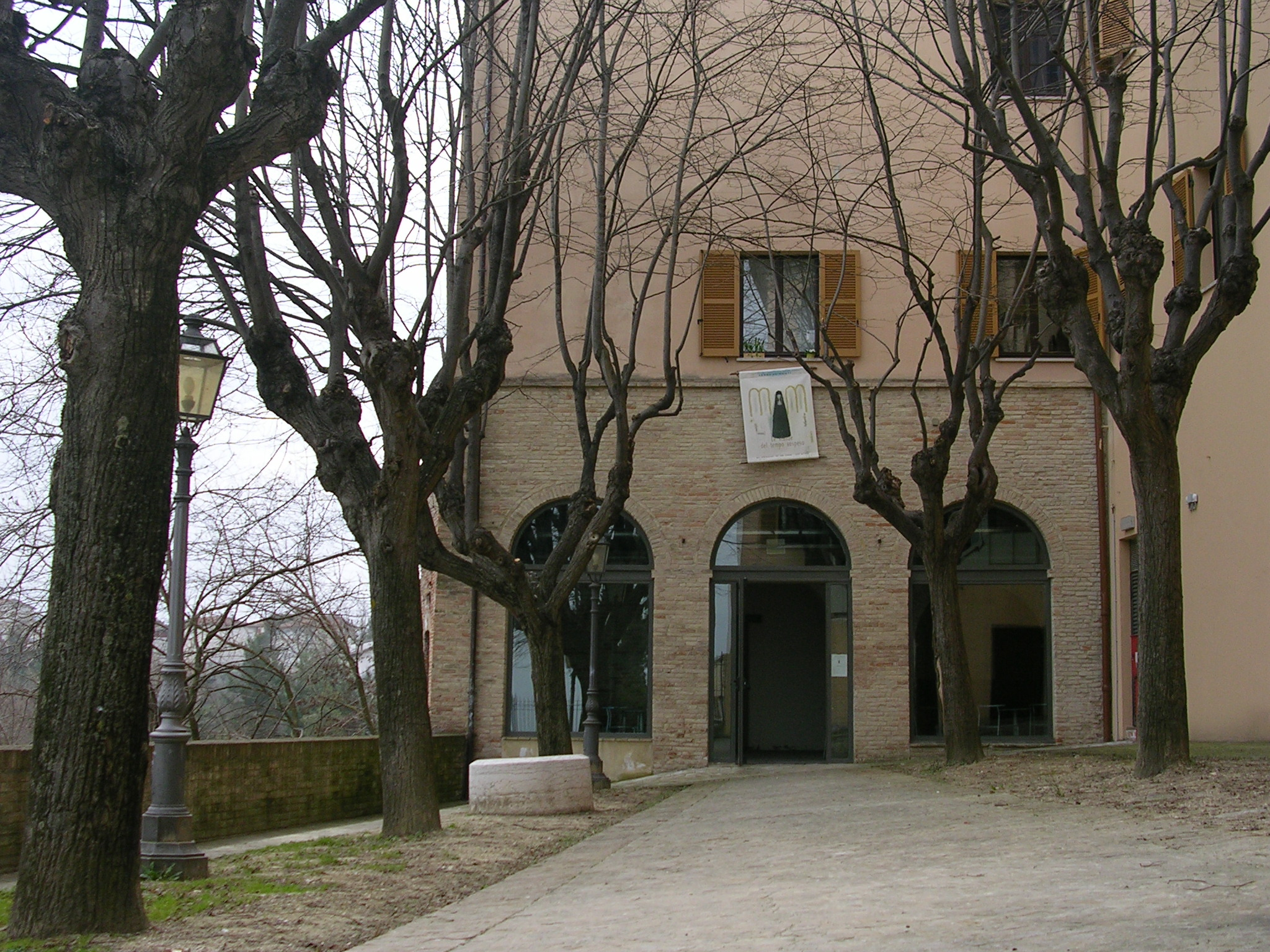
À Serra de' Conti, le musée d'art monastique.

En 1894, les communautés de trois monastères fusionnent : les communautés de Belvedere Ostrense et d'Ostra rejoignent celle de Serra de' Conti, en raison du faible nombre de religieuses ; il n'a plus alors en effet que sept religieuses dans le monastère de Belvedere Ostrense. Les religieuses qui y ont passé toute leur vie son peu enclines à partir, sœur Maria Giuseppina doit faire œuvre de persuasion pour orienter la communauté dans le sens de la bonne décision.
Dans la communauté de Serra de' Conti ainsi renforcée, sœur Giuseppina est choisie à la fois pour seconder la supérieure, et comme maîtresse des novices. Elle est ensuite élue abbesse de 1910 à 1916. Elle prend soin des pauvres qui frappent à la porte du monastère, des enfants, des religieuses. Elle n'autorise pas à médire d'autrui. Sa réputation de sainteté est établie au sein de sa communauté comme dans la population de la localité.

### Mort
Mère Maria Giuseppina meurt le soir du 24 avril 1926. La rumeur s'en répand le soir même dans la localité de Serra de' Conti : « la sainte est morte ! ». Conscientes de la sainteté de leur supérieure, les religieuses notent par écrit leurs souvenirs et témoignages sur sa vie, pour servir sa cause de béatification.

## Procédure de béatification
La cause pour la béatification de Maria Giuseppina Benvenuti est ouverte au niveau diocésain en 1987. La phase diocésaine se termine l'année suivante, le dossier est alors transmis à Rome. En 1992, la Congrégation pour la cause des saints reconnaît officiellement la validité de la phase diocésaine du procès.
Le pape Benoît XVI reconnaît le 7 juin 2011 les « vertus héroïques » de Maria Giuseppina Benvenuti
. Elle est ainsi reconnue « vénérable ».